# Erik Thyselius
Erik Thyselius, född den 7 mars 1854 på Karlberg i Solna, död den 6 januari 1924 i Stockholm, var en svensk tidningsman, personhistoriker och översättare.
Erik Thyselius var son till kontraktsprosten i Nyköping Pehr Thyselius och Erika Sofia Widgren. Han blev filosofie kandidat vid Uppsala universitet 1878, och var därefter tjänsteman vid Kungliga biblioteket och kanslist i riksdagens andra kammare. Från 1885 övergick han till tidningsvärlden och var anställd vid Aftonbladet, Ny illustrerad tidning, Ur dagens krönika och Svenska Dagbladet. Han skrev teater- och litteraturrecensioner. 
En bestående insats gjorde han genom att ta initiativet till den biografiska uppslagsboken Vem är det?, som utkommit ungefär vartannat år sedan 1912. Han ville på så sätt - efter utländska förebilder - ge en "identifierings- och minneshjälp i fråga om ett antal nu levande svenska män och kvinnor, vilka genom sin plats i samhället, sin verksamhet eller av andra anledningar kunna anses mera varaktigt eller övergående tillhöra de mera bemärkta, till dem vilkas namn man oftare möter i pressen, i offentliga förhandlingar eller i talet man och man emellan" (citat ur förordet till första upplagan, 1912). Han redigerade sex årgångar av denna publikation fram till sin död. Boken innehöll i 1923 års utgåva biografier över 5000 personer. Han var intresserad av bibliofili och personhistoria och han ägde själv en omfattande boksamling med denna inriktning. 
En annan viktig insats som han utförde var utgivningen av det komplicerade registret till statens offentliga utredningar för åren 1809-1903: Förteckning öfver komitébetänkanden (1896-1904). Han var en i sin tid aktad tidningsman, känd också som utgivare av Nordisk revy, där han kan hittas under bland andra signaturerna Gasparone, Gil Blas och Kurt. Av trycket utgav han en rad populära biografiska skrifter, bland annat om svenska riksdagspolitiker.
Han var sedan 1890 gift med Beata Thyselius, född Lundqvist,  (1862-1928), som fram till giftermålet var skådespelerska bland annat vid Svenska teatern i Stockholm